# Округ Монтгомери (Индијана)
Округ Монтгомери (енгл. Montgomery County) је округ у америчкој савезној држави Индијана.

## Демографија
По попису из 2010. године број становника је 38.124, што је 495 (1,3%) становника више него 2000. године.
| Група             | 2000.          | 2010.          |
| Белци             | 36.223 (96,3%) | 35.374 (92,8%) |
| Афроамериканци    | 288 (0,8%)     | 327 (0,9%)     |
| Азијати           | 159 (0,4%)     | 213 (0,6%)     |
| Хиспаноамериканци | 611 (1,6%)     | 1.739 (4,6%)   |
| Укупно            | 37.629         | 38.124         |